# Andranik Ozanian

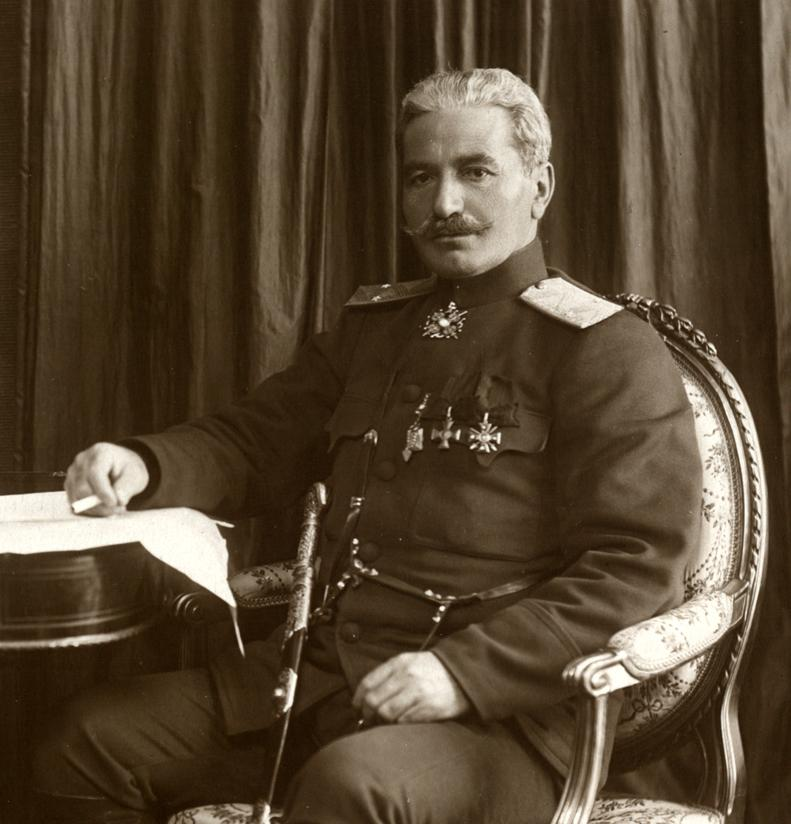
Ozanian um 1921

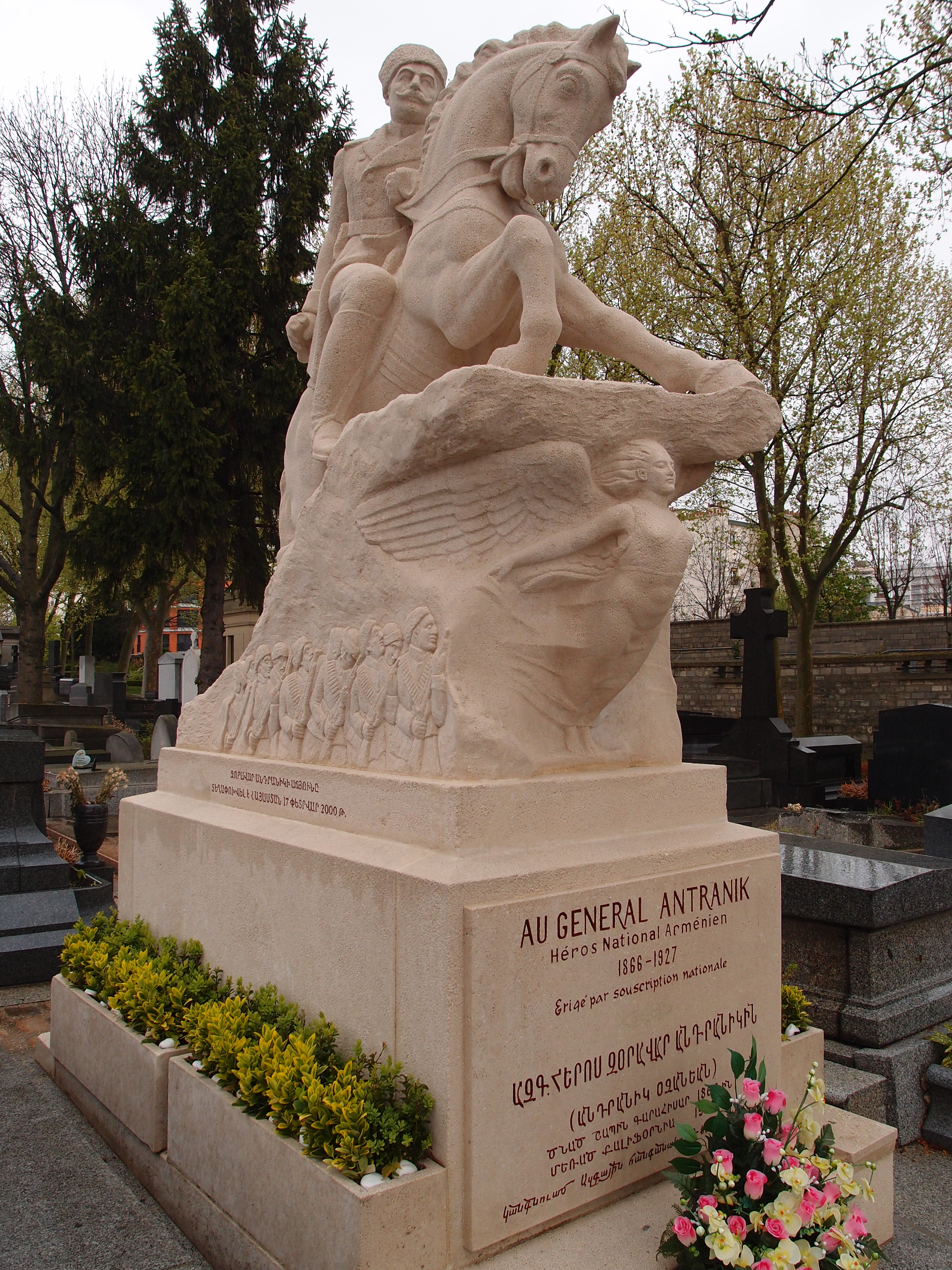
Grabstelle von Ozanian Andranik auf dem Pariser Friedhof Père-Lachaise

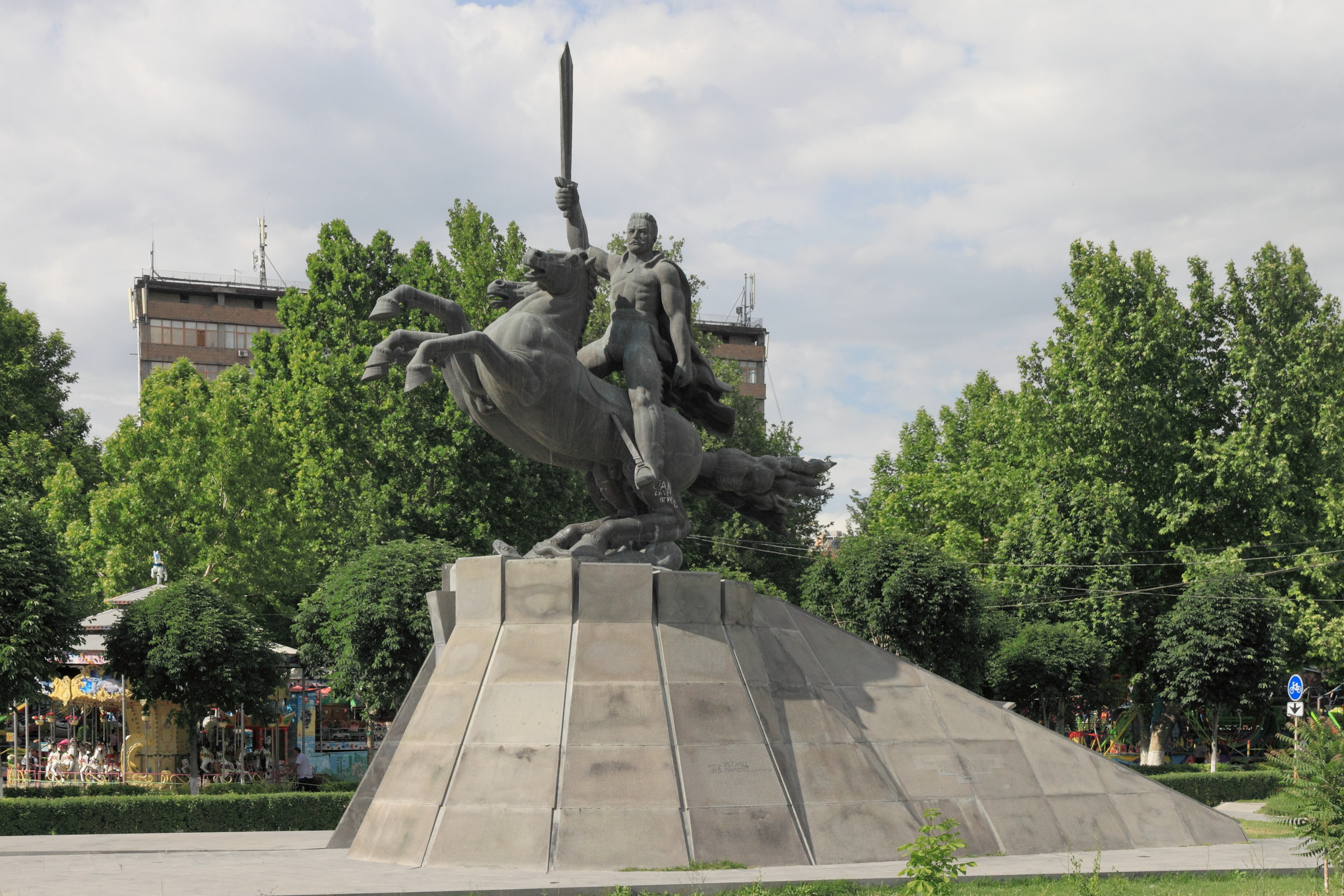
Statue von General Andranik Ozanian in Jerewan

Andranik Ozanian (armenisch Անդրանիկ Թորոս Օզանեան Andranik Toros Ozanyan) oder Antranig Pascha (Զորավար Անդրանիկ Zoravar Andranik; * 25. Februar 1865 in Şebinkarahisar, Osmanisches Reich; † 31. August 1927 in Chico, USA), war ein armenischer General, Rebellenführer und Widerstandskämpfer, der von vielen Armeniern heute noch als Nationalheld verehrt wird.

## Leben
Ozanian wurde in Şebinkarahisar (heute Provinz Giresun) geboren. Nachdem er den Mörder seines Vaters umbrachte, floh er nach Istanbul und wurde kurz nach seiner Flucht verhaftet. Nach einer kurzen Haft verbrachte er einige Zeit in Istanbul, wo er Kontakt zu einer armenisch-nationalistischen Organisation aufnahm.
Im georgischen Batumi stieß er Anfang der 1890er Jahre zu armenischen Rebellenverbänden und nahm unter Rebellenführer Aghbjur Serob an den Aufständen von Taron und Sason gegen das Osmanische Reich teil. 1901 engagierte er sich in der siegreichen Schlacht um das Heilige-Apostel-Kloster.
1904 ging Ozanian über den Iran in die Schweiz. Am ersten Balkankrieg nahm er unter General Garegin Nschdeh als Kommandant der armenische Kompanie des Makedonien-Adrianopel-Freiwilligen-Korps von 1912 bis 1913 auf der Seite Bulgariens teil. Während des Ersten Weltkriegs schlug der mittlerweile zum General der armenischen Einheiten der russischen Armee ernannte Ozanian die Osmanen in zwanzig Schlachten unter anderem bei Dilman, Sewan und Bitlis.
1919 verließ er, unwillig, sich an den politischen Machtkämpfen in der jungen Republik zu beteiligen, Armenien zum letzten Mal und ging ins Exil nach Fresno (USA). Hier verstarb Andranik Toros Ozanian, der bei seiner Ankunft in den Staaten von armenischen Auswanderern begeistert empfangen worden war, 1927 als lebende Legende.
Sein Leichnam wurde 1928 auf den Pariser Friedhof Père-Lachaise und 2000 in einem großen Staatsakt nach Jerewan überführt. Ozanian Grab liegt auf dem Militärfriedhof von Jerablur.

## Rezeption
Denkmäler in Armenien und Frankreich erinnern heute an den Nationalhelden Armeniens, auch eine Station der 1981 eröffneten U-Bahn der armenischen Hauptstadt Jerewan wurde ihm zu Ehren „Zoravor Andranik“ benannt. Türkischerseits gilt er hingegen als Verbrecher und Terrorist. In Aserbaidschan gilt Andranik als ein armenischer Nationalist und räuberischer Eroberer mit Blut an den Händen.
Laut Andreas Oberender, wissenschaftlicher Mitarbeiter am Lehrstuhl für Geschichte Osteuropas der Humboldt-Universität zu Berlin, personifizierte Andranik den klassischen charismatischen Partisanenführer. Er war ein temporäres Mitglied der Huntschakisten und der Daschnaken gewesen. Seine Pressionskarriere begann der Armenier als Terrorist, indem er den Attentätern angehörte, die den Polizeichef von Istanbul, Jusuf Mehmet Bej, [des Osmanischen Reiches] umbrachten. Außerdem war er einer der Anführer des Aufstands von Sason. Später terrorisierte Andranik als Warlord die aserbaidschanischen Moslems der Regionen Sangesur und Bergkarabach. Unter anderem ist seiner Meinung nach eine Biographie über den General Andranik (General Andranik and the Armenian Revolutionary Movement) apologetisch, somit ist es mit Vorsicht zu verwenden.
Demgegenüber sieht der kanadisch-armenische Historiker Razmik Panossian in Ozanians Kampf den einzigen Grund für das Überleben der vom Völkermord dezimierten Armenier im Kampf gegen türkische und aserbaidschanische Nationalisten.
Gemäß dem Historiker und Gewaltforscher Jörg Baberowski zerstörten die bewaffneten Einheiten von Andranik vom Sommer bis Herbst 1918 allein in Sangesur 100 aserbaidschanische Siedlungen und brachten bis zu 10.000 Menschen um. 50.000 Muslime (hauptsächlich Aserbaidschaner) mussten vor Pogromen aus der Region fliehen.
Entsprechend der Beschreibung des deutschen Rechtswissenschaftlers und Slawisten Rüdiger Kipke kämpfte Andranik im Ersten Weltkrieg bis 1917 als einer der Führer der armenischen Freiwilligenverbänden gemeinsam mit dem zaristischen Russland gegen das Osmanische Reich. Danach kämpfte er im Auftrag der Demokratischen Republik Armenien (1918–1920) gegen die osmanische Armee. Dabei verübte Andranik Massaker an der aserbaidschanischen Bevölkerung und betrieb ethnische Säuberungen zum Beispiel in den Gebieten Sangesur, Nachitschewan und Bergkarabach durch Vertreibung, um diese Gebiete an D.R. Armenien anzuschließen.